# Станислав Петухов
Станислав Афанасјевич Петухов (рус. Станисла́в Афана́сьевич Петухо́в; Москва, 19. август 1937) некадашњи је совјетски и руски хокејаш на леду који је играо на позицијама деснокрилног нападача. Заслужни је мајстор спорта Совјетског Савеза и члан Куће славних хокеја на леду Совјетског савеза и Русије.
Као члан сениорске репрезентације Совјетског Савеза учествовао је на ЗОИ 1960. у Скво Валију када је совјетски тим освојио бронзану медаљу, те на ЗОИ 1964. у Инзбруку када је освојена златна олимпијска медаља. Са репрезентацијом је освојио и титула светског првака на СП 1963. у Стокхолму.
Целокупну играчку каријеру која је трајала 13 сезона провео је у редовима московског Динама за који је у националном првенству одиграо 392 утакмице и постигао 171 погодак.
По окончању играчке каријере радио је као тренер (1968—1991), а затим и као директор (1992—1994) у матичном Динаму.
Године 1965. дипломирао је на Московском државном обласном педагошком универзитету.